# Krzysztof Tomasz Witczak
Krzysztof Tomasz Witczak (ur. 6 października 1960 w Granicy) – polski filolog klasyczny, językoznawca, z zamiłowania historyk-regionalista, nauczyciel akademicki, profesor zwyczajny, autor licznych publikacji naukowych.

## Edukacja
- 1967-1973 Szkoła podstawowa w Międzylesiu
- 1973-1975 Szkoła podstawowa nr 14 w Tomaszowie Mazowieckim
- 1975-1979 I Liceum Ogólnokształcące im. Jarosława Dąbrowskiego w Tomaszowie Mazowieckim
- 1979-1984 Elektrotechnika na Wydziale Elektrycznym Politechniki Łódzkiej, specjalność: trakcja elektryczna
- 1987-1992 Filologia klasyczna na Wydziale Filologicznym Uniwersytetu Łódzkiego

## Kariera naukowa
- 1992 magister filologii klasycznej
- 1996 doktor nauk humanistycznych
- 2005 doktor habilitowany
- 2008 profesor nadzwyczajny UŁ
- 2012 profesor zwyczajny

## Zainteresowania naukowe
- historia regionalna (Tomaszów Mazowiecki);
- językoznawstwo indoeuropejskie;
- literatura antyczna ze szczególnym uwzględnieniem rzymskiej elegii miłosnej;
- mykenologia;
- problematyka polsko-żydowska;
- religioznawstwo porównawcze;
- starożytności słowiańskie.

## Publikacje naukowe
Bibliografia prac naukowych K. T. Witczaka przekracza 350 pozycji. Poniżej podaje się wybrane publikacje, przede wszystkim te, które są dostępne w internecie.

### Publikacje książkowe
- Studia nad religią kreteńską w epoce mykeńskiej, Olsztyn 2000: Zakład Historii Starożytnej i Kultury Antycznej Uniwersytetu Warmińsko-Mazurskiego w Olsztynie (współautorka: E. Kaczyńska), ISBN 83-913072-0-4.
- Indoeuropejskie nazwy zbóż, Łódź 2003: Wydawnictwo UŁ. ISBN 83-7171-712-1.
- Język i religia Luzytanów. Studium historyczno-porównawcze, Łódź 2005: Wydawnictwo UŁ, ISBN 83-7171-837-3.
- Słownik biograficzny Żydów tomaszowskich, Łódź – Tomaszów Mazowiecki 2010: Wydawnictwo UŁ.

### Artykuły indoeuropeistyczne
- Zapożyczenia i przeniknięcia a zagadnienie substratu. Przyczynek do teorii kontaktów językowych (na przykładzie leksyki pragermańskiej), [w:] Język a Kultura, tom 7: Kontakty języka polskiego z innymi językami na tle kontaktów kulturowych, pod red. Jolanty Maćkiewicz i Janusza Siatkowskiego, Wiedza o Kulturze, Wrocław 1992, s.79-85. (idź i pobierz)
- Pozycja języka luzytańskiego w indoeuropejskiej rodzinie językowej, „Biuletyn Polskiego Towarzystwa Językoznawczego” 58, 2002, s. 5-22 (pdf)
- Dyferencjacja języków indoeuropejskich, [w:] Leszek Bednarczuk, W. Smoczyński, M. Wojtyła-Świerzowska (red.), Językoznawstwo historyczne i typologiczne. W 100-lecie urodzin profesora Tadeusza Milewskiego, Kraków 2008, s. 449-457.

### Artykuły filologiczne
- List Owidiusza do Perilli (Tristia III 7), “Filomata” 1996, nr 435-436, s. 118-134.
- Cypryjski epigram na wotywnym reliefie z Golgoj (ICS nr 264), [w:] K. Bartol, J. Danielewicz (red.), Epigram grecki i łaciński w kulturze Europy. Konferencja ogólnopolska, Poznań, 11-12 grudnia 1995, Poznań 1997, s. 125-147 (współautor: Elwira Kaczyńska).
- Lygdamus a Owidiusz. Przyczynek do chronologii Corpus Tibullianum i do datacji twórczości Lygdamusa, “Symbolae Philologorum Posnaniensium Graecae et Latinae” 11, 1997, s. 75-85;
- Poeta-neoteryk Ticidas i jego twórczość poetycka, “Meander” 1998, R. 53, nr 6, s. 591-601;
- Autobiografia Publiusza Owidiusza Nazona, “Nowy Filomata” 1999, R. 2, nr 2, s. 101-116.
- Autoepitafium antyczne jako gatunek literacki (zarys problematyki), [w:] I. Mikołajczyk (red.), Sapere aude. Księga pamiątkowa ofiarowana Profesorowi dr hab. Marianowi Szarmachowi z okazji 65 rocznicy urodzin, Toruń 2004, s. 325-337.(tekst)

### Artykuły bałtystyczne
- ‘Millet’ in Baltic and Indo-European, “Baltistica” 32(1), 1997, s. 25-39.
- Lithuanian atúodogiai, atúoriečiai ‘summer rye’, atólas (m.) ‘aftermath, after-grass’ and the Indo-European name for ‘grass’, „Baltistica” 36(1), 2001, s. 43-47.
- Old Prussian moazo ‘Mother’s Sister’, mosuco ‘Weasel’ and Related Words, „Baltistica” 39(1), 2004, s. 131-139.
- Linguistic Calques in the Old Prussian and Yatvingian Toponymy, „Baltistica” 39(2), 2004, s. 309-313 (Linguistic calques).
- The East Baltic Name for ‘Spider’, “Baltistica” 41(1), 2006, s. 101-102 (pdf).

### Artykuły slawistyczne
- Polonia Antiqua. Głos w dyskusji nad imieniem chrzestnym Mieszka I, “Biuletyn Polskiego Towarzystwa Językoznawczego” 51, 1995, s. 107-116.
- Ze studiów nad religią Prasłowian, cz. 1: Nowogrodzki Regł a wedyjski Rudra, „Onomastica” 38, 1993, s. 95-105
- Ze studiów nad religią Prasłowian, cz. 2: Prapolska Nija a grecka Enyo, „Slavia Occidentalis” 51, 1994
- Książę stodorański Tęgomir – próba rehabilitacji, „Echa przeszłości"

### Artykuły dotyczące historii Tomaszowa Mazowieckiego
- Śladami tomaszowskich filologów klasycznych: Fryderyk Chrystian Ludwik Tripplin (1774 –1840), „Meander” 62(3-4), 2007, s. 329–343.
- Historia miasta Tomaszowa Mazowieckiego ukazana z rodzinnej perspektywy, [w:] W. Bogurat, A. Wróbel, A. Kędzierski (red.), „220 lat Tomaszowa Mazowieckiego”. Materiały z sesji naukowej 16 września 2008 r., Tomaszów Mazowiecki 2008, s. 61-79. (Dzieje tomaszowskiej rodziny Steinmanów)
- Teodora Tripplina „Wycieczki w Rawskie do Tomaszowa Mazowieckiego”, „Rocznik Łódzki” 56, 2009, s. 51-70. (English summary)
- Wojna polsko-sowiecka w utworach patriotycznych Henryka Steinmana-Kamińskiego, [w:] T. Matuszak (red.), W cieniu „czerwonej zarazy”. W 90-tą rocznicę Bitwy Warszawskiej, Piotrków Trybunalski – Opoczno 2010, s. 105–128.
- Getto tomaszowskie i obóz pracy przymusowej we wspomnieniach Zenona Neumarka, „Rocznik Łódzki” 57, 2010, s. 223-237.

### Prace odnoszące się do problematyki żydowskiej
- Ludy i państwa słowiańskie w tzw. Księdze Josippon, „Slavia Antiqua” 34, 1993, s. 77-86;
- Król Gebalim w liście Chasdaja. Nowa Interpretacja, “Roczniki Historyczne” 60, 1994, s. 5-19.

### Tłumaczenia
- Strabon z Amasei, Opis Krety (Geographica X 4, 1-15), przełożyli Elwira Kaczyńska i Krzysztof T. Witczak, „Meander” 51, nr 3-4, 1996, s. 223-232 (zob.)

## Inne rodzaje działalności
- Współzałożyciel i pierwszy redaktor (w latach 1995–2001) czasopisma „Collectanea Philologica”
- Redaktor naczelny czasopisma „Studia Indogermanica Lodziensia” (od roku 2008, w latach 1997-2008 sekretarz Redakcji).
- Członek Polskiego Towarzystwa Filologicznego (w latach 1995-2008 członek Zarządu Głównego PTF).
- Członek Polskiego Towarzystwa Historycznego (od r. 2006 skarbnik Koła PTH w Tomaszowie Mazowieckim).
- Członek redakcji „Tomaszowskiego Słownika Biograficznego”.
- Członek redakcji czasopisma „Antiquité Vivante/Жива Антика” wydawanego w Skopje (od roku 1998).
- Członek redakcji czasopisma mykenologicznego „Do-so-mo” (od roku 1999}.